# Grzegorz Juras
Grzegorz Piotr Juras (ur. 6 lipca 1969 w Rybniku) – polski naukowiec, profesor nauk o kulturze fizycznej, profesor Akademii Wychowania Fizycznego im. Jerzego Kukuczki w Katowicach i jej rektor w kadencji 2020–2024.

## Życiorys
W 1992 ukończył studia w Akademii Wychowania Fizycznego w Katowicach. Doktoryzował się w 1996 na uczelni macierzystej na podstawie rozprawy pt. Zdolność orientacji czasowo-przestrzennej: identyfikacja, struktura wewnętrzna, metody diagnozy, której promotorem był prof. Joachim Raczek. Stopień naukowy doktora habilitowanego uzyskał w 2004 na AWF Katowice w oparciu o pracę Koordynacyjne uwarunkowania procesu uczenia się utrzymywania równowagi ciała. Tytuł profesora otrzymał 9 stycznia 2017.
Zawodowo związany z AWF Katowice. W 2005 został kierownikiem Katedry Motoryczności Człowieka. W latach 2007–2015 kierował Laboratorium Kontroli Ruchu. W latach 2016–2020 był prorektorem katowickiej uczelni do spraw rozwoju. W marcu 2020 został wybrany na rektora AWF Katowice w kadencji 2020–2024.
Prowadził także wykłady w Państwowej Wyższej Szkole Zawodowej w Raciborzu i na Uniwersytecie Rzeszowskim.
Jego zainteresowania naukowe obejmują m.in. zaburzenia ruchowe, kontrolę postawy, prawo Fittsa i synergie motoryczne. Autor lub współautor ok. 180 publikacji, w tym ponad 40 w czasopismach z listy filadelfijskiej. Laureat nagrody I stopnia Fundacji Profesora Romana Trześniowskiego (1995). Członek Komitetu Rehabilitacji, Kultury Fizycznej i Integracji Społecznej PAN. Przebywał na stażach naukowych w Niemczech i USA (Uniwersytet Stanu Pensylwania).

## Odznaczenia
- Złoty Medal „Zasłużony dla Nauki Polskiej Sapientia et Veritas” (2023)[5]